# Каменский район (Свердловская область)
Ка́менский район — административно-территориальная единица на юге Свердловской области России, относится к Южному управленческому округу.
Административный центр — город Каменск-Уральский (в состав района не входит, образует отдельную административно-территориальную единицу город Каменск-Уральский).
С точки зрения муниципального устройства Каменскому району соответствует Каменский городской округ. С октября 2017 года территории административного района и городского округа полностью совпадают.

## География
Район расположен вокруг крупного промышленного центра Среднего Урала — города Каменска-Уральского в южной части Свердловской области в 100 километрах от Екатеринбурга. На северо-западе граничит с Белоярским районом, на северо-востоке с Богдановичским, на юго-западе — с Сысертским. На областном уровне — на юге граничит с Челябинской областью, на юго-востоке — с Курганской.
Общая площадь района составляет 214 602 гектара, в том числе 89 519 гектар сельскохозяйственных угодий.
Территория района расположена в лесостепной зоне. Преобладающие виды деревьев — берёза, осина, сосна. Животный мир представлен в основном лесными видами животных: лось, кабан, косуля, заяц, лисица, горностай, куница, барсук, норка, белка; из пернатых — глухарь, тетерев, рябчик, куропатка.
Водные ресурсы представлены реками Исеть и её притоками: Каменка, Камышенка, Грязнуха, принадлежащими бассейну реки Тобол. На территории имеются несколько озёр: Тыгиш, Малый и Большой Сунгуль, Червяное, Сосновское, Карасье и Боёвский пруд. На озёрах осуществляется местный рыбный промысел.
Полезные ископаемые, преобладающие на территории района, — глина, песок, щебень, мрамор, золото, бокситы.
С запада на восток по территории района проходит железная дорога «Екатеринбург-Курган», протяжённостью 46 километров, автомобильная дорога Р354 «Екатеринбург-Шадринск-Курган». Общая протяжённость внутрирайонных дорог составляет более 200 километров. Автотранспортные магистрали, связывающие населённые пункты муниципального образования и соседние города, имеют асфальтобетонное покрытие.

## История

### Каменский район
27 февраля 1924 года в составе Шадринского округа Уральской области был образован Каменский район.
В 1934 году после ликвидации Уральской области вошёл в состав Челябинской области.
20 апреля 1935 года р.п. Каменск получил статус города районного подчинения.
6 июля 1940 года город Каменск получил статус города областного подчинения и название Каменск-Уральский.
15 июня 1942 года район был передан из Челябинской в Свердловскую область.
21 марта 1952 года д. Гашенева была перечислена из Барабановского сельсовета в состав Черемисского сельсовета; выс. Красноболотка и Степановка из Травянского сельсовета в состав Большегрязнухинского сельсовета.
18 июня 1954 года Таушкановский сельсовет был объединён с Окуловским, Черемисский с Барабановским, Сипаевский с Пироговским; Волковский сельсовет был переименован в Монастырский.
9 сентября 1955 года выс. Свобода, Пролетарка, ж.д. казарма 273 км и ж.д. будки 275—277 км были перечислены из Беловодского сельсовета в состав Травянского сельсовета.
21 июня 1957 года:
- с. Волково Монастырского сельсовета и прилегающие к нему земли подсобного хозяйства завода п/я 4 были включены в городскую черту Каменска-Уральского;

- центр Беловодского сельсовета был перенесён из с. Беловодья в д. Позариху.

9 марта 1959 года район был упразднён, а его территория подчинена городскому совету Каменска-Уральского.
Заново Каменский район с центром в городе Каменске-Уральском был образован в соответствии с Указом Президиума Верховного Совета РСФСР от 13 января 1965 года.
19 ноября 1965 года Суворовский сельсовет Каменского района был передан в состав Богдановичевского района с подчинением Богдановическому горсовету.
4 марта 1966 года Монастырский сельсовет был передан из состава Каменского района в административно-территориальное подчинение Красногорского района Каменска-Уральского.
22 ноября 1966 года были переименованы пос. нефтебазы в пос .Синарский; пос. фабрики «Свободный труд» — в Горный.
11 марта 1971 года был образован Горноисетский сельсовет (состав: пос. Горный — центр, д. Бекленищева, переданные из Покровского сельсовета; д. Ключи, Перебор и с. Смолинское, переданные из состава Рыбниковского сельсовета).
11 октября 1972 года были исключены из учётных данных как прекратившие существование д. Сосновка Беловодского сельсовета; пос. Красноболотка и Красноувальский Большегрязнухинского сельсовета; д. Поплыгина Маминского сельсовета; пос. Пироговский Рудник Пироговского сельсовета; д. Смолинские Горки Покровского сельсовета; пос. Майка Травянского сельсовета.
30 декабря 1976 года:
- Беловодский сельсовет был переименован в Позарихинский сельсовет;
- центр Бродовского сельсовета был перенесён из пос. Брод в пос. Мартюш;
- Пироговский сельсовет был переименован в Сипавский сельсовет;
- исключены из учётных данных как прекратившие существование д. Новикова Барабановского сельсовета, пос. Байновская Ферма Бродовского сельсовета, пос. Сипавский Сипавского сельсовета.

9 февраля 1977 года были уточнены как правильные наименования: пос. Храмцовская (вместо пос. ж.д. ст. Хромцовская) Кисловского сельсовета, с. Колчедан (вместо с. Колчедан(ское)) Колчеданского сельсовета, с. Окулово (вместо с. Окуловское(во)) Окуловского сельсовета, с. Сипавское (вместо д. Сипава) Сипавского сельсовета, с. Пирогово (вместо с. Пироговское(во)) Сипавского сельсовета, с. Травянское (вместо с. Травянское(ка)) Травянского сельсовета, с. Черемхово (вместо с. Черемховское(во)) Черемховского сельсовета, с. Щербаково (вместо с. Щербаковское(во)) Щербаковского сельсовета.
1 апреля 1977 года были объединены слившиеся населённые пункты:
- в Колчеданском сельсовете д. Бурнина, д. Одинка и пос. Рудничная — с д. Соколовой; д. Гора — с с. Колчедан и д. Гора;
- в Сосновском сельсовете пос. Ленинский (северная часть) — с с. Сосновским.

13 сентября 1977 года была исключена из учётных данных д. Таушканова Окуловского сельсовета.
23 мая 1978 года Щербаковский сельсовет был упразднён, с. Щербаково было передано в состав Бродовского сельсовета; пос. Кодинский и Госдороги передать в состав Новозаводского сельсовета Синарского района Каменска-Уральского.
23 августа 1982 года был исключён из учётных данных пос. Песчаный Малогрязнухинского сельсовета.
19 ноября 1984 года пос. Лебяжье был передан из состава Покровского сельсовета в состав Кисловского сельсовета.
8 июля 1985 года были переименованы: пос. База «Заготскот» — в Степной, с. Малая Грязнуха — в Новоисетское. 12 ноября 1979 года Исполнительный комитет Свердловского областного Совета народных депутатов принял решение просить Президиум Верховного Совета РСФСР переименовать поселки.
29 июля 1985 года Малогрязнухинский сельсовет был переименован в Новоисетский.
29 сентября 1986 года были исключены из учётных данных д. Гусева Клевакинского сельсовета и д. Бортникова Позарихинского сельсовета.

### Муниципальное образование
17 декабря 1995 года состоялся местный референдум по определению границ и структуры органов местного самоуправления муниципального образования. По итогам референдума был создан Каменский район как муниципальное образование, в составе муниципального образования организованы 16 сельских администраций с 64 населёнными пунктами. Центром муниципального образования стал посёлок Мартюш. Муниципальное образование было включено в областной реестр 10 ноября 1996 года за № 12 и в государственный реестр муниципальных образований 17 ноября 2005 года за номером RU.66360000.
С 31 декабря 2004 года Законом Свердловской области № 124-03 от 12 октября 2004 года посёлок Мартюш, расположенный на территории Каменского района, был отнесён к категории городских населённых пунктов, к виду посёлок городского типа.
Областным законом от 25 октября 2004 года № 157-ОЗ «Об установлении границ муниципального образования Каменский район и наделении его статусом городского округа» установлены в соответствии с требованиями федерального закона границы муниципального образования, описание границ и схематическая карта границ, муниципальное образование с 31 декабря 2004 года наделено статусом городского округа.
Решением районной Думы муниципального образования Каменский район от 9 июня 2005 года № 18 был утверждён Устав Каменского городского округа.
Название Каменский городской округ было утверждено с 1 января 2006 года.

## Населённые пункты, административно-территориальное устройство
До 1 октября 2017 года населённые пункты района делились на 16 сельсоветов, 1 сельский населённый пункт, непосредственно входящий в район, и 1 посёлок городского типа.
С 1 октября 2017 года сельсоветы были упразднены и в состав района был передан 1 сельский населённый пункт в составе города Каменска-Уральского (административно-территориальной единицы, соответствующей категории города областного подчинения), тем самым были приведены во взаимное соответствие территории Каменского района и Каменского городского города, с одной стороны, и города Каменска-Уральского и городского округа Каменска-Уральского, с другой.

### Административно-территориальное устройство до 1.10.2017
| №        | ТЕ / АТЕ      | Состав                                                                                 |
| -------- | ------------- | -------------------------------------------------------------------------------------- |
| 1        | пгт Мартюш    | Мартюш                                                                                 |
| 2        | с.н.п.        | посёлок Солнечный                                                                      |
| 2.000001 | сельсоветы    |                                                                                        |
| 3        | Барабановский | село Барабановское, деревни Гашенёва, Комарова, Черемисская, посёлок Степной           |
| 4        | Бродовский    | деревни Брод, Ключики, село Щербаково                                                  |
| 5        | Горноисетский | посёлок Горный, деревни Бекленищева, Ключи, Перебор, село Смолинское                   |
| 6        | Кисловский    | село Кисловское, посёлок Лебяжье, деревня Соколова                                     |
| 7        | Клевакинский  | село Клевакинское, деревни Белоносова, Бубнова, Малиновка, Мосина, Мухлынина, Чечулина |
| 8        | Колчеданский  | село Колчедан, посёлок Колчедан, деревня Соколова                                      |
| 9        | Маминский     | сёла Маминское, Исетское, Троицкое, деревни Давыдова, Старикова, Шилова                |
| 10       | Новоисетский  | село Новоисетское, деревни Боёвка, Черноскутова                                        |
| 11       | Окуловский    | село Окулово, деревни Крайчикова, Потаскуева, Чайкина, посёлки Новый Быт, Синарский    |
| 12       | Позарихинский | село Позариха, деревни Беловодье, Мазуля, Свобода                                      |
| 13       | Покровский    | село Покровское, деревни Малая Белоносова, Часовая, посёлок Первомайский               |
| 14       | Рыбниковский  | село Рыбниковское, деревня Богатёнкова                                                 |
| 15       | Сипавский     | сёла Сипавское, Пирогово                                                               |
| 16       | Сосновский    | село Сосновское, посёлки Ленинский, Октябрьский, деревня Походилова                    |
| 17       | Травянский    | сёла Травянское, Большая Грязнуха, деревня Кремлёвка, посёлок Травяны                  |
| 18       | Черемховский  | село Черемхово, деревня Черноусова                                                     |